# Mojżesz Rynecki

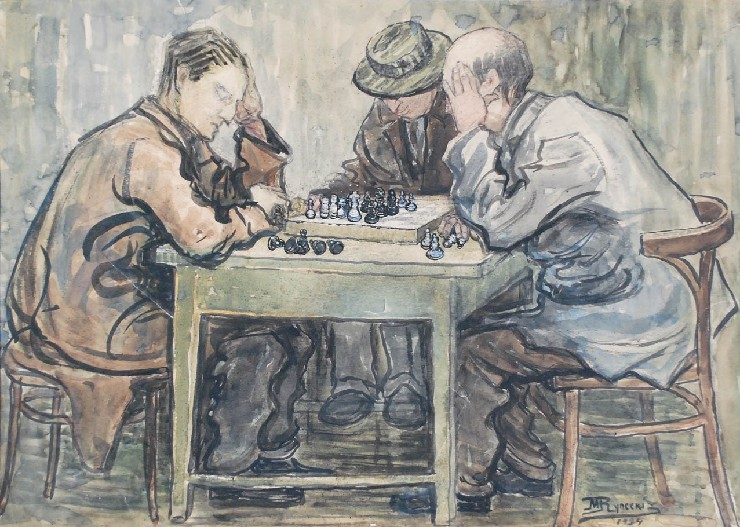
Grający w szachy 1934

Mojżesz Rynecki, Maurycy, Moshe (ur. 1881 w Międzyrzecu Podlaskim, zm. 1943 w obozie na Majdanku) – polski malarz pochodzenia żydowskiego.

## Życiorys
Jego ojciec Abraham był krawcem. Z jego małżeństwa z Cyporą urodziło się trzynaścioro dzieci, z których tylko pięcioro dożyło wieku dojrzałego.
Mojżesz skończył szkołę żydowską (jesziwę), a następnie rosyjską szkołę średnią. Został studentem warszawskiej Akademii Sztuk Pięknych. Przy wyborze kierunku studiów musiał pokonać opór ortodoksyjnej rodziny.
W wieku 17 lat poślubił Paulę Mittelsbach, która w czasie gdy studiował, utrzymywała rodzinę zajmując się sklepem z przyborami piśmiennymi i malarskimi przy ulicy Kruczej. Ryneccy zostali rodzicami córki i syna.
Po ukończeniu studiów zajął się malarstwem o tematyce życia społeczności żydowskiej. Jego obrazy podobały się publiczności, ale nie przynosiły większych dochodów.
Podczas okupacji Ryneccy znaleźli się w getcie warszawskim. Mojżesz Rynecki nadal zajmował się malarstwem, jednak tylko trzy obrazy z tego okresu przetrwały zagładę getta.
W roku 1943 zginął w obozie koncentracyjnym na Majdanku. Jego syn Jerzy przeżył wojnę.
Jego twórczość przypomina jego prawnuczka Elisabeth Rynecki, która jest autorką książki i filmu o nim.